# Stor-Pullsjön
Stor-Pullsjön är en sjö i Örnsköldsviks kommun i Ångermanland och ingår i Moälvens huvudavrinningsområde. Sjön har en area på 0,798 kvadratkilometer och ligger 280,2 meter över havet. Sjön avvattnas av vattendraget Pullån.

## Delavrinningsområde
Stor-Pullsjön ingår i det delavrinningsområde (704614-158850) som SMHI kallar för Mynnar i Hällvattnet. Medelhöjden är 311 meter över havet och ytan är 37,61 kvadratkilometer. Det finns inga avrinningsområden uppströms utan avrinningsområdet är högsta punkten. Pullån som avvattnar avrinningsområdet har biflödesordning 4, vilket innebär att vattnet flödar genom totalt 4 vattendrag innan det når havet efter 90 kilometer. Avrinningsområdet består mestadels av skog (84 procent). Avrinningsområdet har 1,23 kvadratkilometer vattenytor vilket ger det en sjöprocent på 3,3 procent.